# Muzeum Wsi w Bukareszcie
Muzeum Wsi (rum. Muzeul Satului, oficjalna nazwa Muzeul Național al Satului „Dimitrie Gusti”) – skansen znajdujący się w Bukareszcie, w parku Park Herăstrău (Parcul Herăstrău). Jest najstarszym (założono go w 1936) i największym (ponad 100 tys. m²) muzeum na wolnym powietrzu w Rumunii (jednocześnie jednym z najstarszych i największych w Europie).
Inicjatorami założenia skansenu byli socjolog Dimitrie Gusti oraz dramaturg Victor Ion Popa i etnograf Henri H. Stahl. Na terenie muzeum znajdują się 272 obiekty - domy, budynki gospodarcze, zakłady rzemieślnicze, cerkwie i kaplica, a także dawny zajazd. Większość z nich to oryginały przeniesione tutaj z całego kraju, część to kopie.

## Galeria

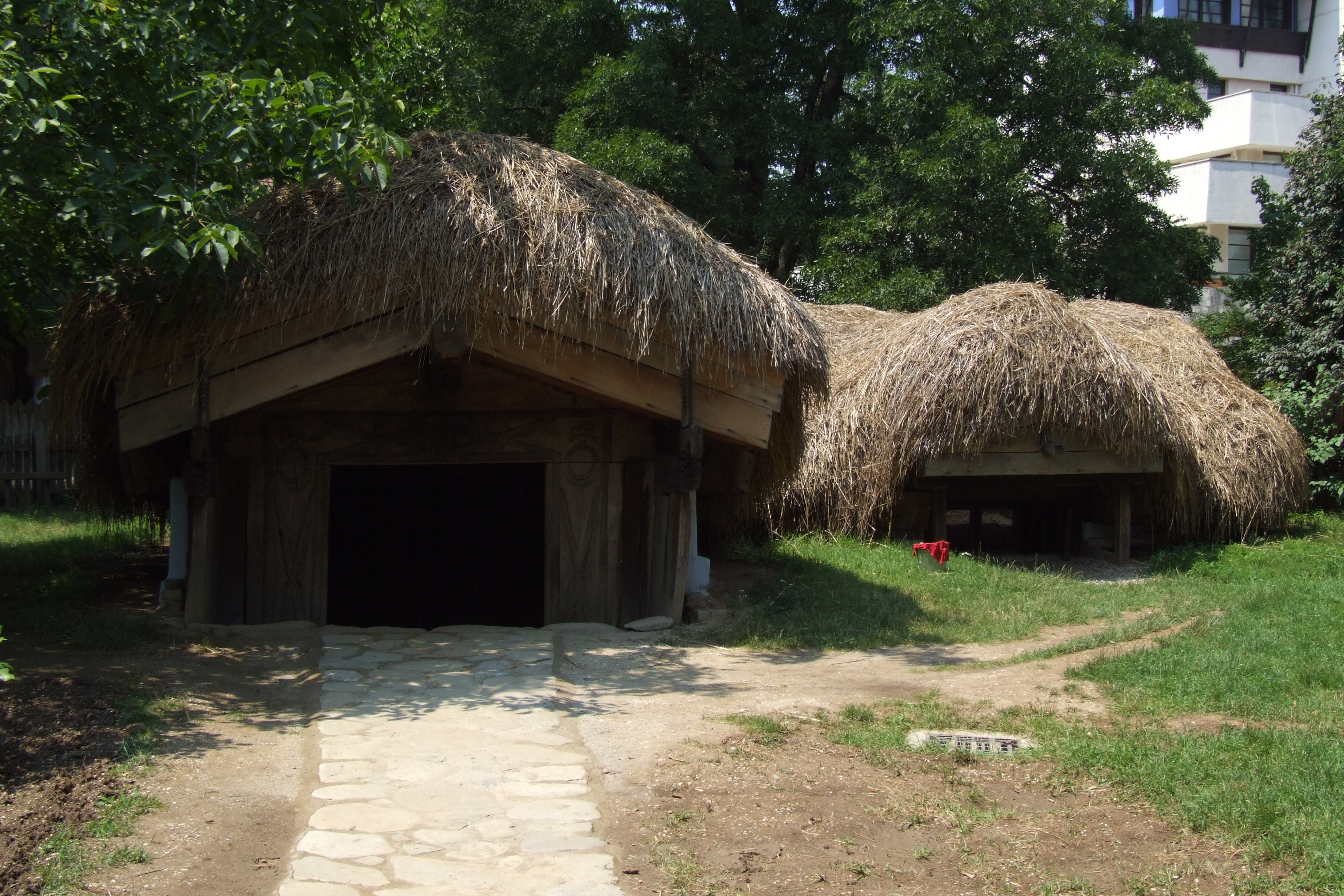
Domy (ziemianki) z Drăghiceni
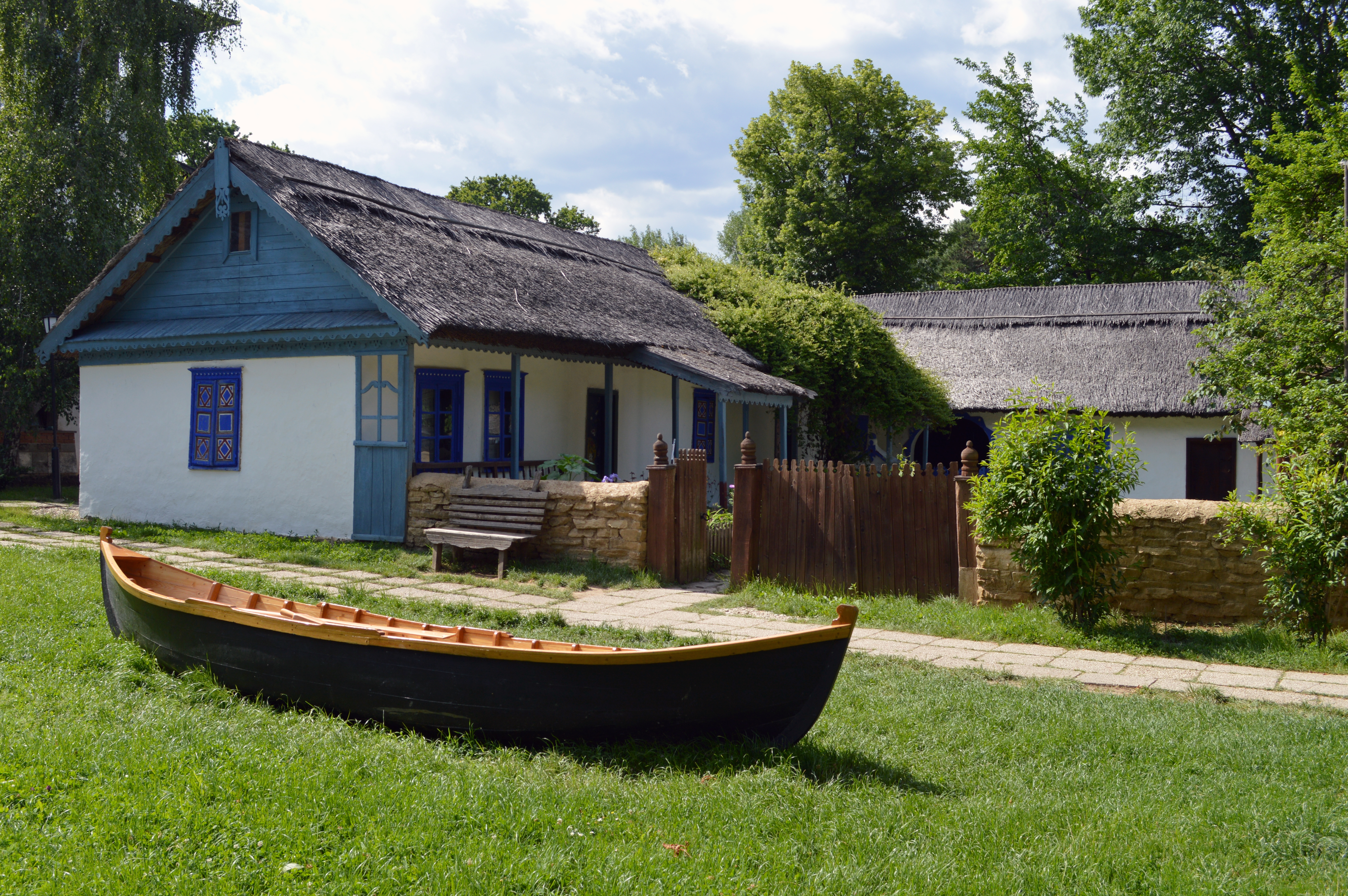
Dom z Jurilovcy
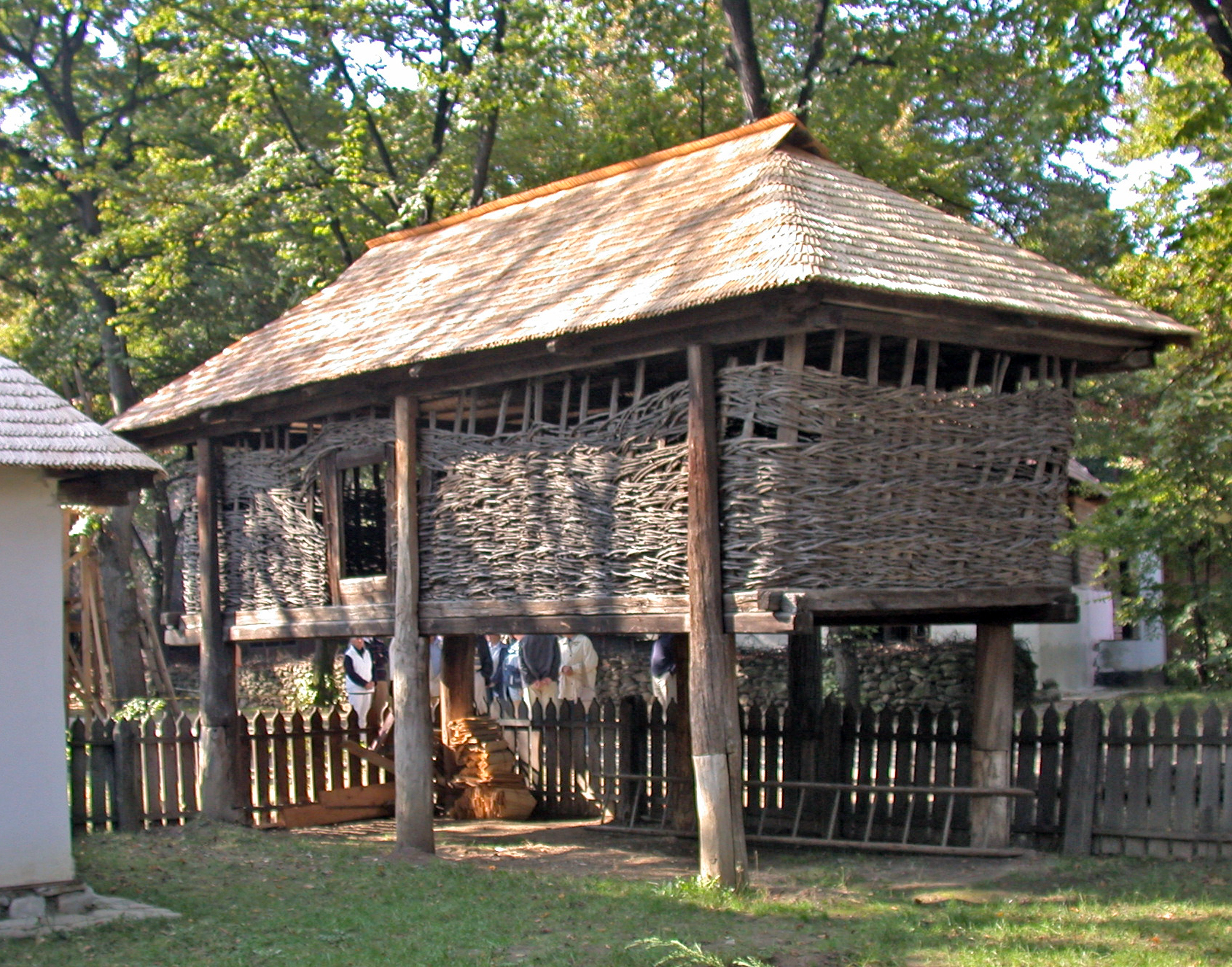
Zabudowania gospodarcze
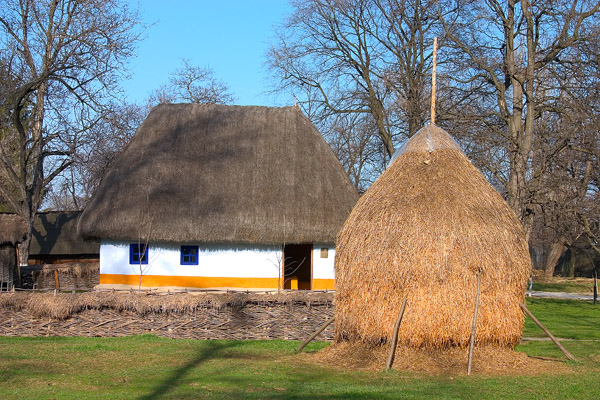
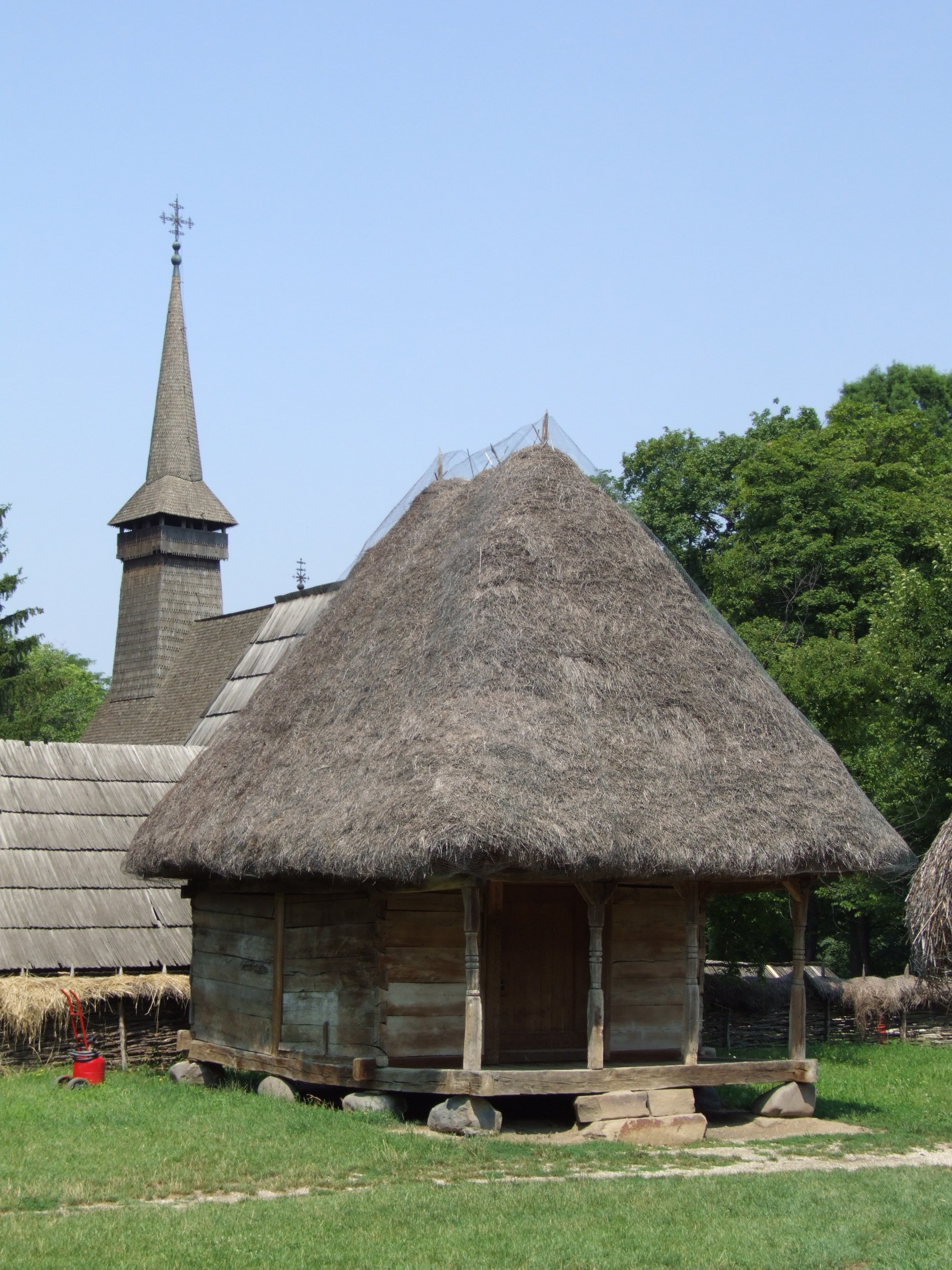
Dom z Șurdești (Dióshalom)
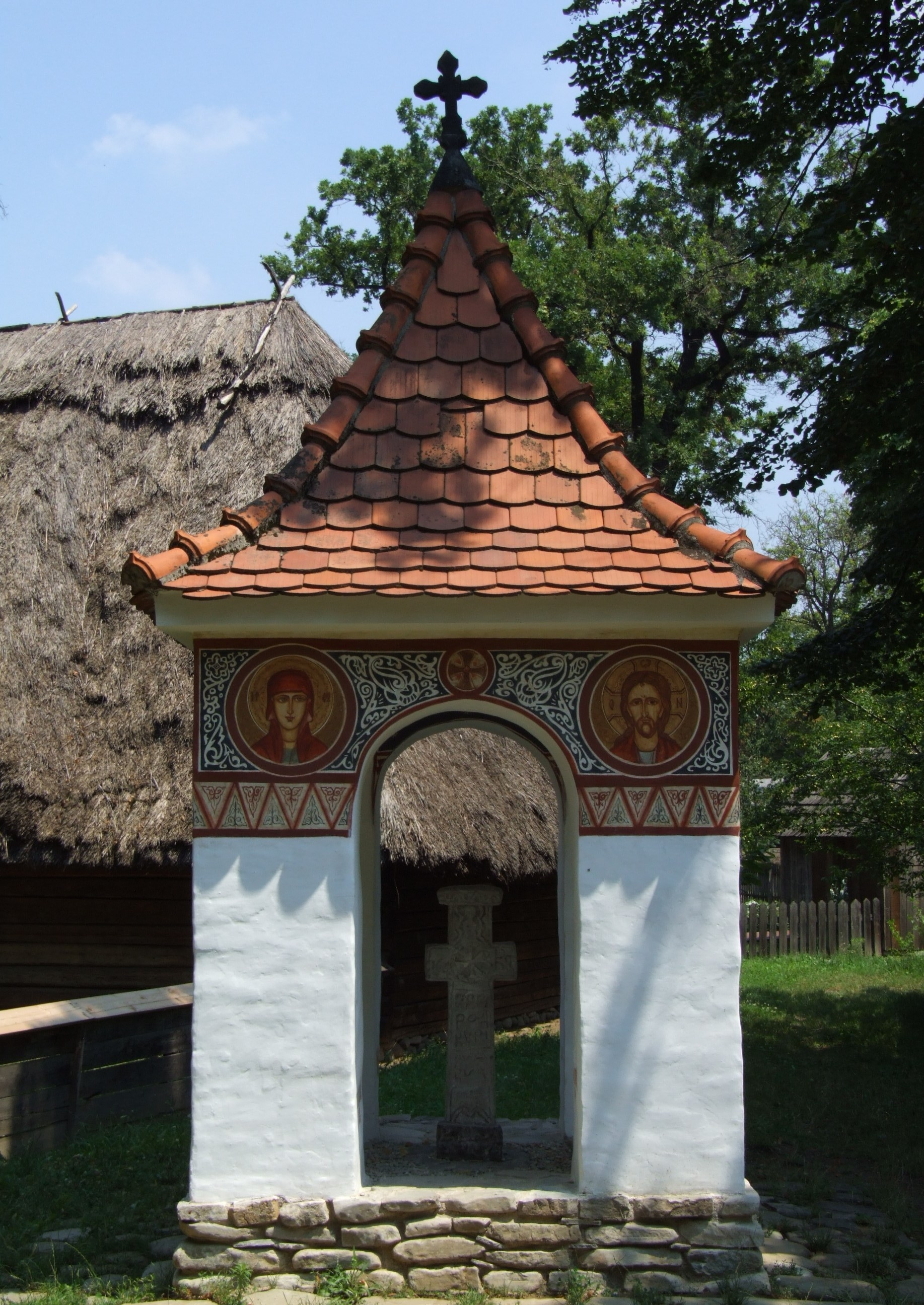
Kapliczka
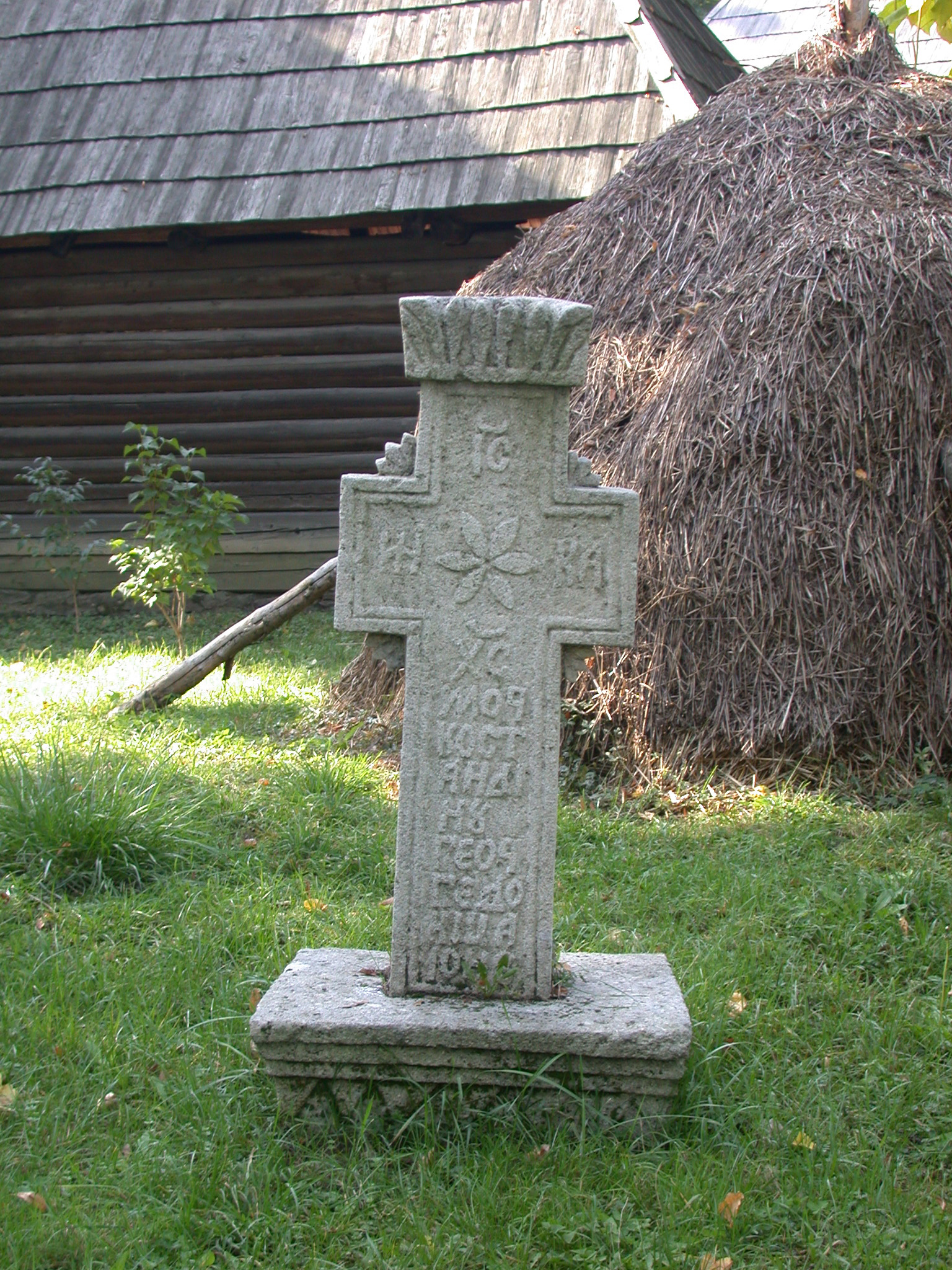
Nagrobek
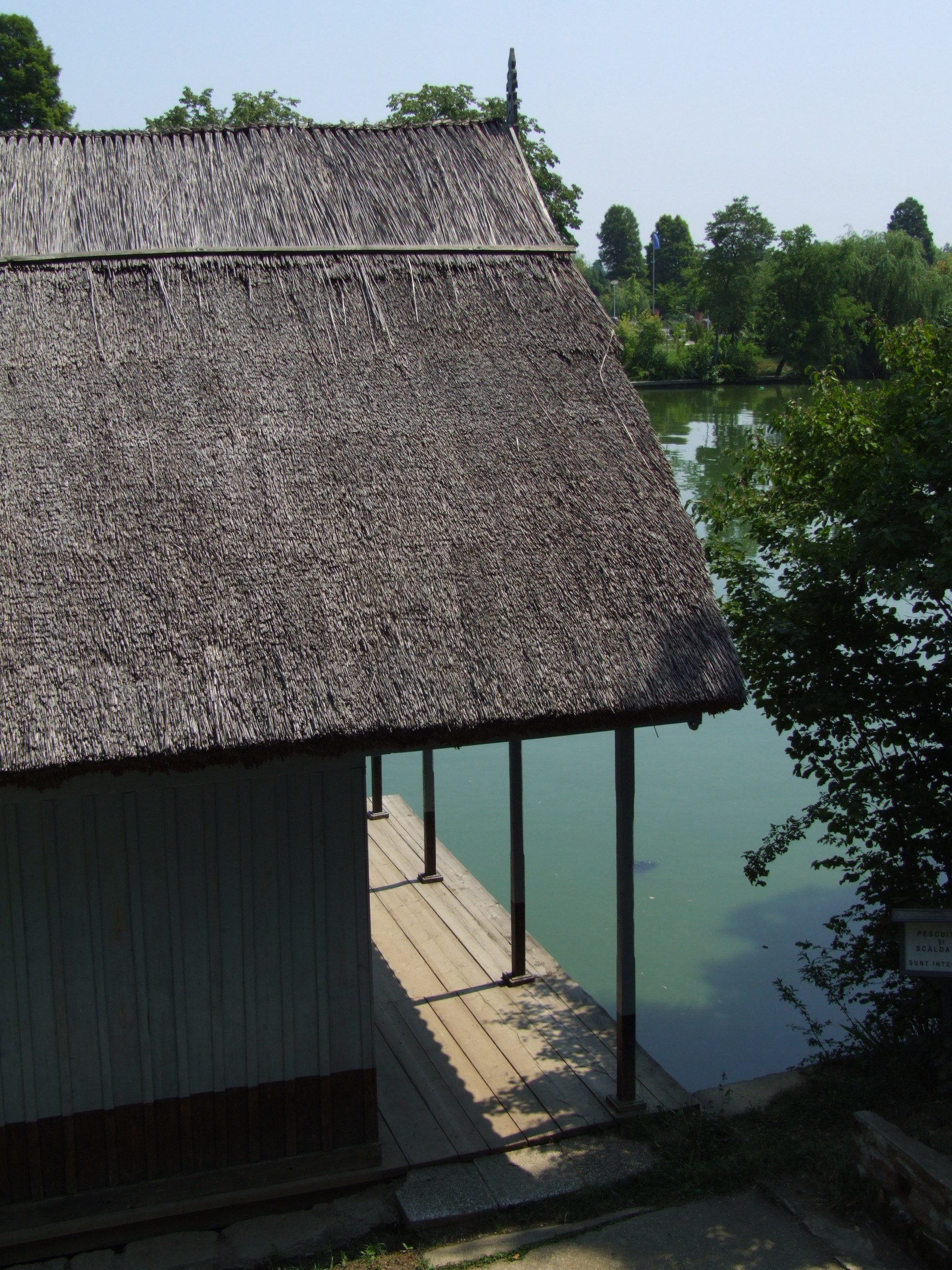
Przystań rybacka z Jurilovcy
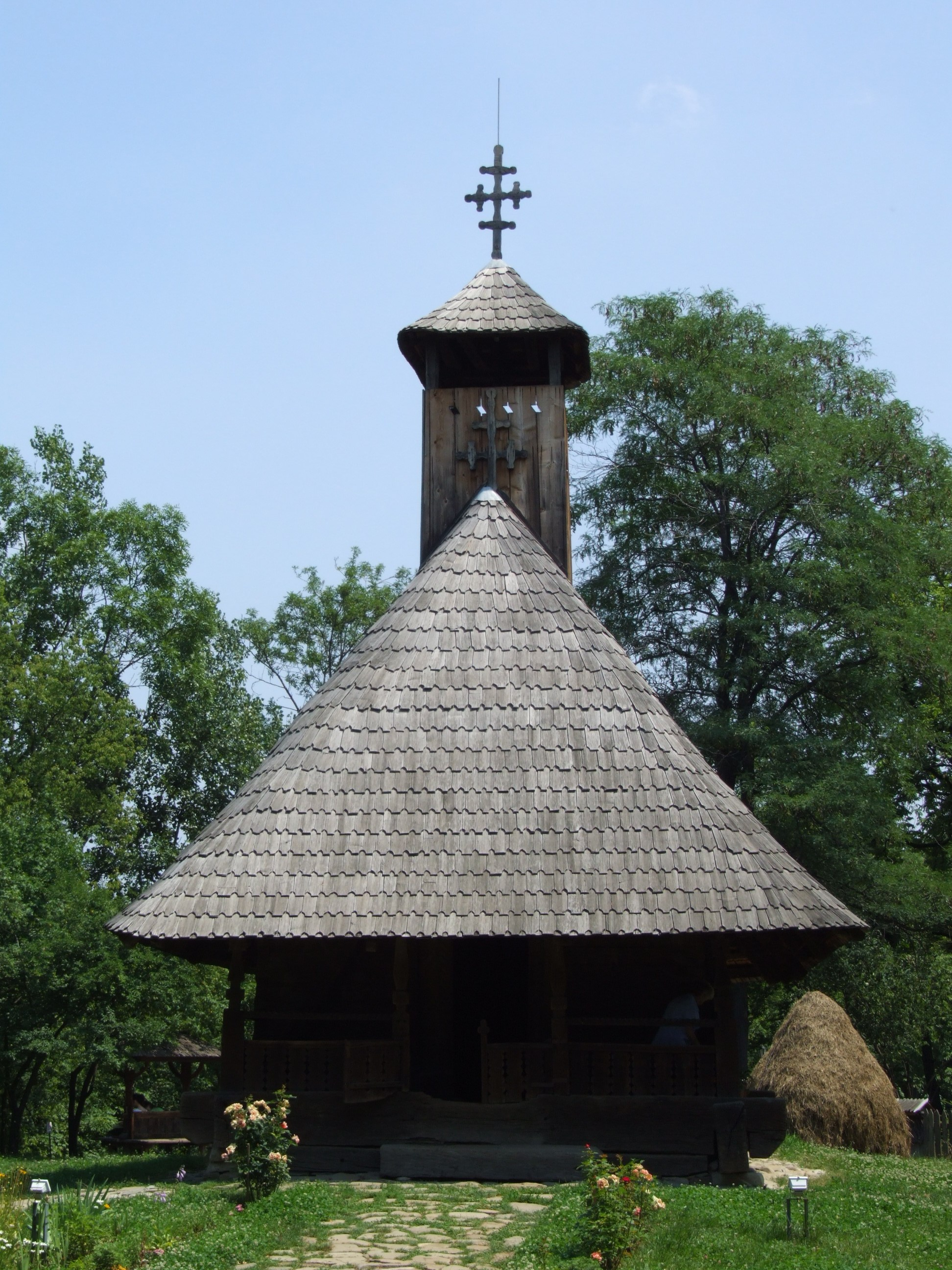
Cerkiew z Timișeni